# Ballinshaus

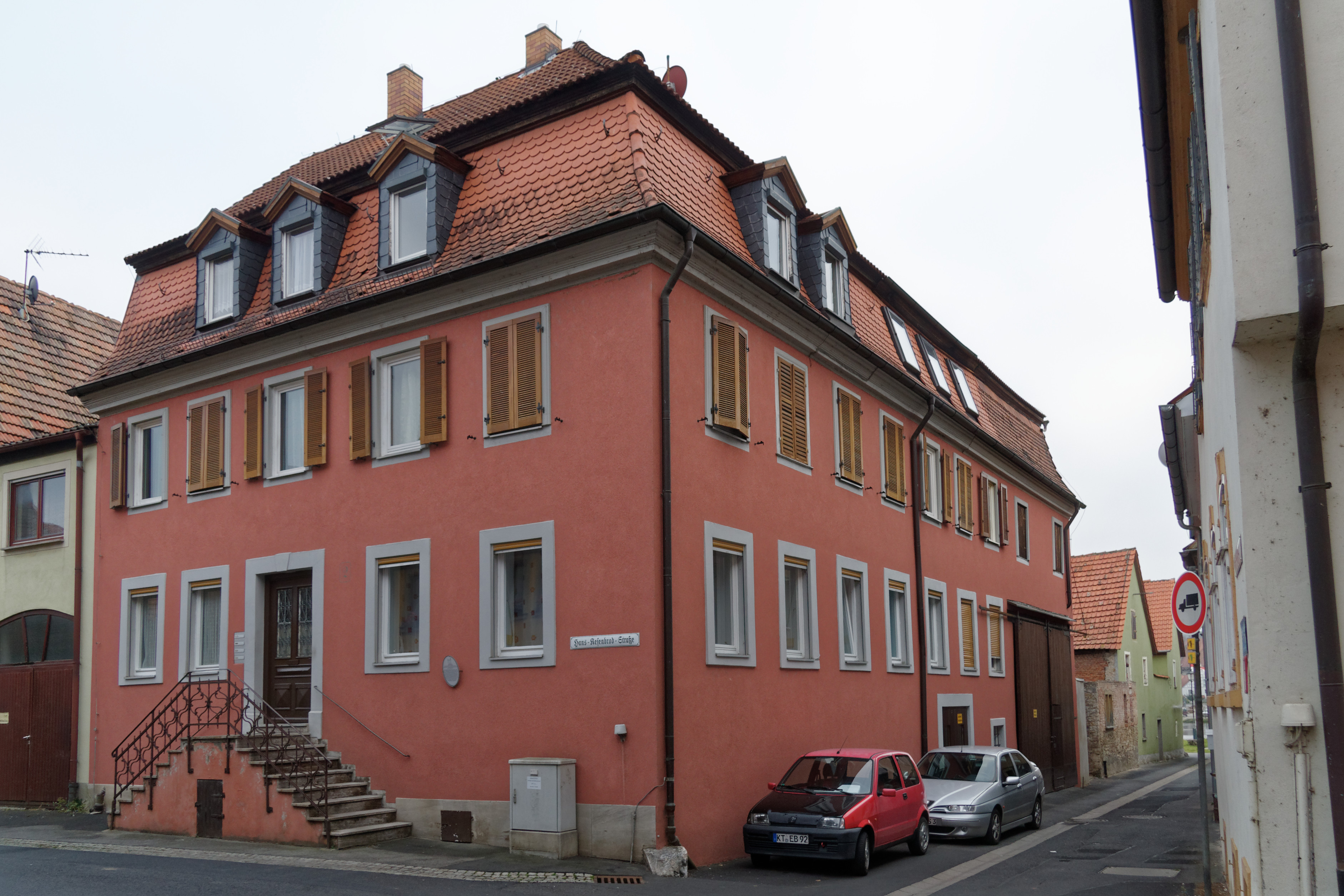
Das sogenannte Ballinshaus in Segnitz

Das sogenannte Ballinshaus (Adresse Hans-Kesenbrod-Straße 2, früher Hausnummer 2) ist ein denkmalgeschütztes Gebäude in Segnitz im unterfränkischen Landkreis Kitzingen.

## Geschichte
Das Haus in der Hans-Kesenbrod-Straße 2 entstand zu Beginn des 19. Jahrhunderts. Als Erbauer des Hauses gilt der Weinhändler und Posamentiermeister Samson Ballin. Die Familie Ballin gehörte der örtlichen Judengemeinde an und hatte vom Königreich Bayern den ersten Matrikelplatz in der Segnitzer Judenmatrikel zugewiesen bekommen. Verheiratet war Samson Ballin mit Gelche, geborene Meyer aus Mainstockheim. Aus der Ehe gingen insgesamt sieben Kinder hervor. 1797 wurde der erste Sohn Isaak geboren. Er zog im Jahr 1818 in das Ballinshaus ein und zieht hier die insgesamt vier Kinder groß, die aus der Verbindung mit der Ehefrau Luise, geborene Mendel hervorgehen. Isaak Ballin starb im Jahr 1838. Im Jahr 1846 wechselte das Haus den Besitzer. Die Ehefrau Isaaks war zuvor mit den beiden lebenden Kindern nach Berlin verzogen.
Das Ballinshaus gelangte an den Tuchmachermeister Hayum oder Hermann Stern, der aus Wiesenfeld stammte. Er war verheiratet mit einer Hainemann, die aus einer bekannten Farbfabrikantendynastie stammte. In den 1860er Jahren gelangte das Ballinshaus an das Brüsselsche Institut, das als Handels- und Erziehungsschule gegründet worden war und durch die wachsende Schülerzahl Baulichkeiten im Dorf zukaufen musste. Das Haus wurde als sogenannter Neubau bezeichnet und beinhaltete den Speisesaal für die Schülerschaft. Allerdings wurde die Schule bereits im Jahr 1881 aufgelöst und die zugehörigen Häuser an Privatleute verkauft. Das Ballinshaus wird heute vom Bayerischen Landesamt für Denkmalpflege als Baudenkmal eingeordnet. Sie ist Teil der unter Ensembleschutz stehenden Hans-Kesenbrod-Straße.

## Beschreibung
Das Ballinshaus präsentiert sich als zweigeschossiger Eckbau. Hier stoßen die Hans-Kesenbrod-Straße und die Pförtleinsgasse aufeinander. Es schließt mit einem Mansarddach ab. Während das Erdgeschoss des Baus in Massivbauweise entstand, wurde das Obergeschoss aus Fachwerk errichtet. Das Fachwerk ist heute allerdings unter einer Putzschicht verborgen. Das Haus ist über eine doppelläufige Vorlege-Treppe erreichbar. An der Pförtleinsgasse wurde außerdem eine Tordurchfahrt angebracht. Zwischen Obergeschoss und Giebel erhebt sich ein breites Holzgesims. Das Dach wurde mit Dachgauben ausgestattet, die mit einem charakteristischen Dreiecksgiebel abschließen. Die Fenstergewände weisen dagegen keine Verzierungen auf.